# Gbakpodji
Gbakpodji ist ein Arrondissement im Département Mono im westafrikanischen Staat Benin. Es ist eine Verwaltungseinheit, die der Gerichtsbarkeit der Kommune Bopa untersteht.

## Demografie und Verwaltung
Gemäß der Volkszählung 2013 des beninischen Statistikamtes INSAE hatte das Arrondissement 6821 Einwohner, davon waren 3324 männlich und 3497 weiblich.
Von den 83 Dörfern und Quartieren der Kommune Bopa entfallen acht auf Gbakpodji:
1. Ahloumè
2. Bolimè
3. Djadji
4. Gbakpodji
5. Hontokpomè
6. Houéganmey
7. Kplatoè
8. Tchantchankpo